# Прва економска школа (Београд)
Прва економска школа је средња економска школа у Београду и налази се у општини Стари Град, на углу Цетињске улице и Булевара Деспота Стефана. Школа је основана још 1881. године, када је носила назив Трговачко-железничка школа.

## Називи школе
- Трговачко-железничка школа (1881—1883)
- Вишекова трговачка школа (1883—1892)
- Државна трговачка школа (1892—1900)
- Српска краљевска државна трговачка академија (1901—1914)
- Српска виша трговачка школа у Ексу у Прованси (1916—1919)
- Општинска трговачка академија у Београду (1918)
- Државна трговачка академија (1919—1939)
- Прва државна трговачка академија (1939—1946)
- Први економски техникум (1946—1949)
- Прва економска средња школа (1949—1959)
- Прва економска школа „Владимир Перић Валтер” (1959—1992)
- Прва економска школа (1992—данас)[1]